# ミーリス
ミーリス（イタリア語: Milis）は、イタリア共和国サルデーニャ自治州オリスターノ県にある、人口約1,500人の基礎自治体（コムーネ）。
夏には、国際民族ダンス フェスティバル ラ・ヴェガ（FESTIVAL INTERNAZIONALE DEL FOLKLORE "LA VEGA"）が開催される。

## 地理

### 位置・広がり

#### 隣接コムーネ
隣接するコムーネは以下の通り。
- バウラードゥ
- ボナルカド
- サン・ヴェーロ・ミーリス
- セーネゲ
- トラマッツァ